# Симон Мартин Косаківський
Симон Мартин Косаковський (Шимон Марцін Коссаковський, пол. Szymon Juda Marcin Korwin-Kossakowski 1741, маєток Шили, нині Йонавський район, Литва — 25 квітня 1794, Вільно) — державний діяч Великого князівства Литовського, учасник Барської і Торговицької конфедерацій, польний гетьман литовський (1792—1793), останній великий гетьман литовський (1793—1794). На посаді великого гетьмана разом з польним гетьманом литовським Юзефом Забеллом проводив програму по скороченню литовських військ і їх приєднанню до російської армії.

## Біографія

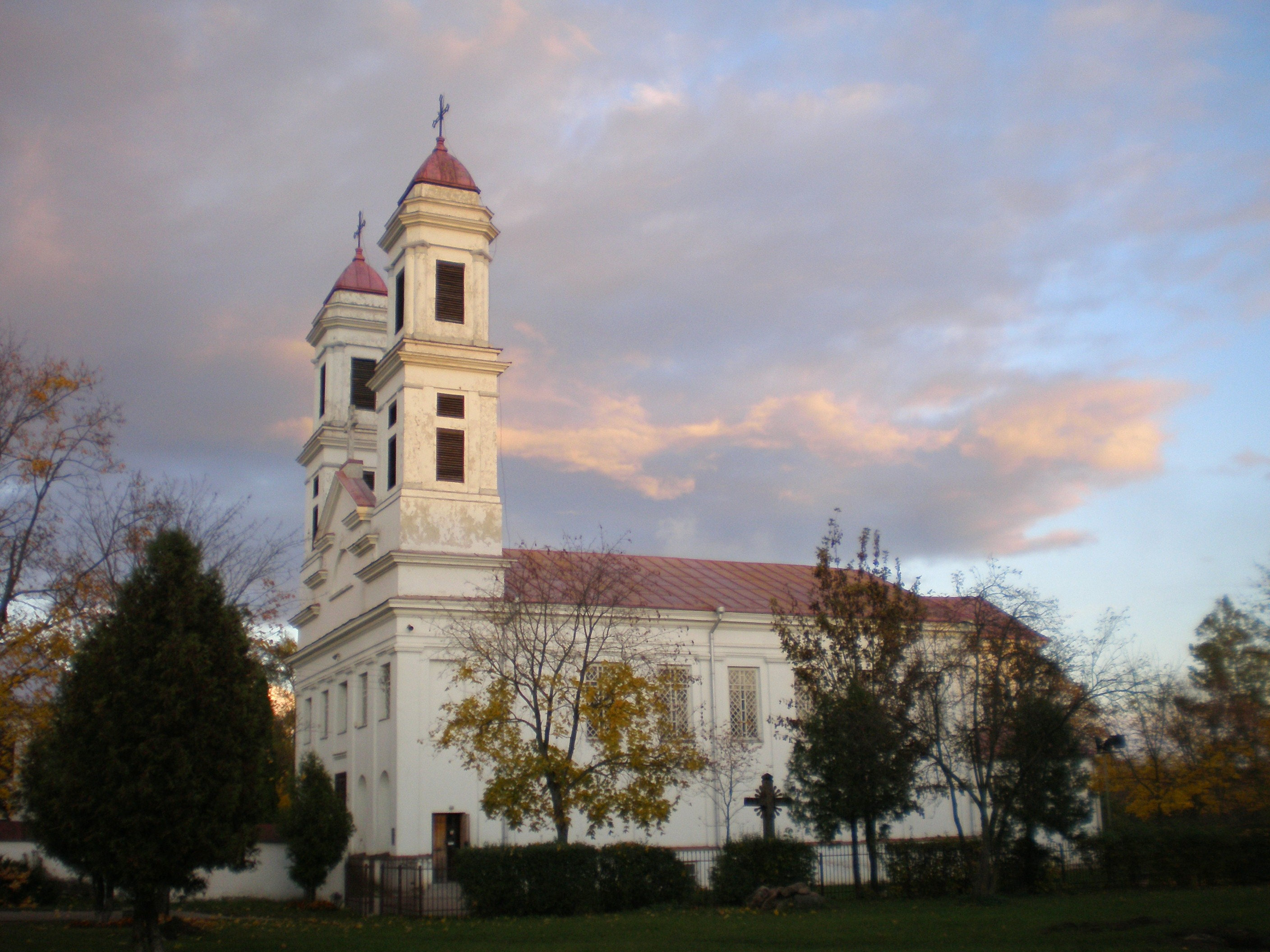
Костел Святого апостола Якова (Йонава) в якому похований прах Ш. М. Коссаковского

Народився, очевидно, між січнем і квітнем 1741 року в маєтку Шили, нині Йонавський район, Литва. Наймолодший із чотирьох синів стольника жмудського і стражника ковенського Домініка Косаковського (1711—1743), який у 1733—1735 роках був прихильником короля Станіслава Лещинського, і його дружини Маріанни Забелло.
Освіту здобув в єзуїтській колегії у Ковно і в Кенігсберзькому університеті.
У 1764 році як ковенський підчаший проголосував за вибір королем Станіслава Августа Понятовського під впливом вуя — ковенського маршалка Антонія Забелла, але потім виступив з різкою критикою на його адресу на Репнінському сеймі і приєднався до Барської конфедерації. Восени 1768 року наступ російських військ змусив його виїхати в Пруссію. За кордоном у Саксонії і Туреччині проводив діяльність, направлену на повалення Станіслава Августа.
Після повернення, керував силами конфедератів у Великому князівстві Литовському, здобув ряд перемог над російськими військами. Його загін у 4000 чоловік здійснив вдалий рейд по Смоленщині потім здійснив перехід через Курляндію, Пруссію і Мазовію в Велику Польщу.
У 1775 у примирився з королем і став одним з керівників проросійського угруповання. У 1790 у в чині генерал-майора вступив в російську армію і брав участь у бойових діях проти Туреччини на Балканах. Став одним з організаторів і керівників Торговицької конфедерації. У 1792 році російський корпус під його командуванням почав наступ на територію Речі Посполитої з боку Полоцька. У взятому російськими військами в січні 1792 року Вільно проголосив себе польним гетьманом литовським. У 1793 у став великим гетьманом литовським.
Під час повстання Костюшка 24 квітня 1794 року був заарештований повстанцями і ув'язнений у Арсеналі. Наступного дня за вироком суду 25 квітня був повішений у жовтому халаті на шибениці на Ратушній площі разом з польним гетьманом литовським Юзефом Забеллом та ще кількома зрадниками.
Похований у крипті костелу Святого апостола Якова у Йонаві.